# 1782 na ciência

## Eventos
- Observação ou predição do elemento químico Telúrio[1]

## Nascimentos
| Data | Nome | Profissão | Nacionalidade | Observações | Ref |
| ---- | ---- | --------- | ------------- | ----------- | --- |

## Mortes
| Data           | Nome                       | Profissão | Nacionalidade                  | Observações | Ref |
| -------------- | -------------------------- | --------- | ------------------------------ | ----------- | --- |
| 21 de novembro | Jacques de Vaucanson       | inventor  | Reino da França                | n. 1709     |     |
| 7 de agosto    | Andreas Sigismund Marggraf | químico   | Sacro Império Romano-Germânico | n. 1709     |     |

## Prémios
Medalha Copley
- Richard Kirwan[2]